# Tricotecè
Els Tricotecens, en anglès Trichothecene/Trichothecenes, són una família molt extensa de micotoxines produïdes per diverses espècies de fongs del gèneres Fusarium, Myrothecium, Trichoderma, Trichothecium, Cephalosporium, Verticimonosporium, i Stachybotrys. Els tricotecens pertanyen a compostos químics sesquiterpens.
Les estructures més importants que causa l'activitat biològica dels tricotecens és l'anell 12,13-epoxi, la presència dels grups hidroxil o acetil en el nucli i l'estructura i posició de la cadena auxiliar. Es produeixen en moltes llavors de cereals com el blat, civada o moresc per part de diverses espècies Fusarium com F. graminearum, F. sporotrichioides, F. poae i F. equiseti.
Alguns d'aquest fongs que produeixen micotoxines tricotencenes com Stachybotrys chartarum, oiden créixer a l'interior dels edificis i ser dispersats per l'aire i donar problemes de salut als ocupants d'aquests edificis. El fong verinós del Japó i la Xina, Podostroma cornu-damae contés sis tricotecenes; satratoxina H, roridina E, verrucarina i altres.

## Mecanisme de la toxicitat
Comparats amb l'aflatoxina no requereixen una activació metabòlica per exercir la seva activitat biològica.
- Els tricocentens són poderosos inhibidors de la síntesi de proteïnes.[5]
- A diferència d'altres toxines, poden actuar a través de la pell.
- Poden causar una irritació ràpida en la pell o en la mucisa intestinal.

Malgrat el seu efecte directe, és possible mesurar la toxicocinètica i el metabolisme de les micotoxines tricotecenes.

## Reglamentació
En els aliments per a humans o animals les toxines del tricotecens de tipus A (per exemple, toxina T-2, toxina HT-2, diacetoxiscirpenol) són d'especial interès perquè són més tòxiques que altres tricotecens dispersats per l'aire, és a dir, del grup B (per exemple, desoxinivalenol, nivalenol, 3- i 15-acetildeoxinivalenol). Tanmateix, el desoxinivalenol (DON) és el tricotecè més prevalent a Europa. El principals efectes dels tricotecens són la reducció de la ingesta d'aliments, els vòmits i la immuno-suppressió.
Relativament pocs països, principalment en la Unió Europea, han recomanat límits màxims per aquestes micotoxines en els aliments. Tanmateix a tot arreu es comproven els nivells de trictecens per evitar que entrin a la cadena alimentària i evitar pèrdues en la producció animal.

## Ocurrència i brots
Els tricotecens s'ha trobat a tot el món. Des de principi del segle XX s'ha informat de danys en animals i humans per haver consumit cereals infesctats per espècies Fusarium. Al voltant de 100.000 persones de la Unió Soviètica van morir per haver consumit la toxina T 2 dels Fusarium sp. Grans contaminats per trictecens van matar cavalls al Japó. Els cereals i els seus productes contaminats per toxines que inclouen T2 DON i NIV, han estat associades amb brots de trastorns gastrointestinals a la Xina.
Els tricotecens incloent la toxina 2 DON, i el diacetoxiscirpenol són també importants en la Guerra biològica i potser va ser usada a Laos i Vietnam.
.

## Epoxitricotecens
Els epoxitricotecens són derivats dels tricotecens es van utilitzar en al guerra biològica a Alemanya oriental i possiblement a tot el bloc soviètic. No hi ha cap tractament possible una vegada ha fet efecte aquesta toxina.
Els plans per usar aquest toxina com arma biològica a gran escala van ser abandonats donat que els epoxitricotecens es degraden ràpidament sota la llum ultraviolada i la calor com també per l'exposició al clor.